# Station Saint-Cyr
Saint-Cyr is een spoorwegstation aan de spoorlijn Paris-Montparnasse - Brest. Het ligt in de Franse gemeente Saint-Cyr-l'École in het departement Yvelines (Île-de-France).

## Geschiedenis
Het station werd op 12 juli 1849 geopend door de Compagnie des chemins de fer de l'Ouest bij de opening van de sectie Versailles-Chantiers - Chartres. Op 15 juni 1864 werd het station aangesloten aan de spoorlijn Saint-Cyr - Surdon bij de opening van de sectie Saint-Cyr - Dreux. Sinds zijn oprichting is het eigendom van de Société nationale des chemins de fer français (SNCF).

## Ligging
Het station ligt op kilometerpunt 21,448 van de spoorlijn Paris-Montparnasse - Brest, en is het beginpunt van de spoorlijn Saint-Cyr - Surdon.

## Diensten
Het station wordt aangedaan door treinen van de RER C tussen Saint-Quentin-en-Yvelines en Saint-Martin-d'Étampes.
Het station wordt ook aangedaan door verschillende treinen van Transilien lijn N:
- Tussen Paris-Montparnasse en Mantes-la-Jolie
- Tussen Paris-Montparnasse en Plaisir - Grignon
- Tussen Paris-Montparnasse en Rambouillet

Bepaalde treinen tussen deze stations zijn sneltrein tussen Viroflay-Rive-Gauche en Paris-Montparnasse.
Verder doen treinen van Transilien lijn U tussen La Défense en La Verrière het station aan.

## Vorige en volgende stations
| Richting                          | Vorig station             | Lijn    | Volgend station      | Richting                  |
| --------------------------------- | ------------------------- | ------- | -------------------- | ------------------------- |
| Saint-Quentin-en-Yvelines C7      | Saint-Quentin-en-Yvelines | RER C   | Versailles-Chantiers | Saint-Martin-d'Étampes C6 |
| Mantes-la-Jolie Plaisir - Grignon | Fontenay-le-Fleury        | Trans N | Versailles-Chantiers | Paris-Montparnasse        |
| Rambouillet                       | Saint-Quentin-en-Yvelines | Trans N | Versailles-Chantiers | Paris-Montparnasse        |
| La Verrière                       | Saint-Quentin-en-Yvelines | Trans U | Versailles-Chantiers | La Défense                |